# U-204号潜艇
U-204号（德語：U 204）是纳粹德国战争海军建造的568艘VII-C型潜艇（或称U艇）之一。它由基尔的日耳曼尼亚船厂承建，于1941年1月23日下水，至3月8日交付使用。第二次世界大战期间，该艇曾执行过三次巡逻作战，共击沉5艘同盟国或中立国舰船，累积总吨位为18,217吨。1941年10月19日，U-204号在丹吉尔附近的直布罗陀海峡遭英国轻型护卫舰锦葵号和单桅战船罗彻斯特号以深水炸弹击沉，艇内46名官兵全数阵亡。

## 设计
VII-C型是VII级潜艇的第三次、也是最有价值的改进型。它搭载了被称为“S装置”的新式主动声呐系统，为了容纳这种新设备，VII-C型的艇体尺寸有所增加，并重新设计了压载水舱，在其两侧各增加了一个可提供储备浮力的小型浮舱，有利于潜艇完成快速下潜。U-204号的全长为67.10米，舷宽6.20米、并有4.74米的吃水深度，水上和水下排水量分别为769吨和871吨。该艇采用双轴设计，具有两副直径为1.23米的三叶螺旋桨。在机械系统方面，VII-C型艇也得到了升级：通过艇上配备的燃油过滤系统，柴油机润滑系统的使用受命得以延长，也为不同润滑剂在艇上机械设备上混合使用留足了余地。原先前型艇用于发射鱼雷和主压载舱吹除操作的电动空气压缩机则改为容克斯的柴动压缩机，从而减小了对艇上电气系统的依赖；此外，该型艇还装配了更为现代化的电力转换系统。动力由两台日耳曼尼亚生产的F46型六缸四冲程1,400匹公制馬力（1,000千瓦特）机械增压柴油机用于水面运行，以及两台AEG提供的GU 460/8-276型375匹公制馬力（280千瓦特）双作用电动发电机用于水下航行；水面最高航速17.7節（32.8每小時），水下7.6節（14.1每小時）；能够在水面以10節（19每小時）航速续航8,500海里（15,700），或以4節（7.4每小時）连续在水下航行80海里（150）而无需充电。
武器装备方面，U-204号装备有五具内置式鱼雷发射管——艇艏四具、艇艉一具。其艇艉的鱼雷发射管设计在耐压壳体内部、两片舵之间，鱼雷可以由此向外发射。在轮机舱甲板下方还配备了用于艇艉的鱼雷装填系统，耐压壳体与甲板室之间一前一后还设计有外置鱼雷贮存装置，因此U-204号可携带14枚G7型鱼雷。但不同于其它批次的C型艇，该艇不设水雷贮存及布设装置。此外，它还搭载有一门配备220发弹药的88毫米35式速射炮以及一门配备1,195发弹药20毫米30式高射炮作为甲板炮。其标准船员编制为4名军官及40－56名水兵。

## 历史
1939年9月23日，海军造舰局将第三批次的12艘VII-C型潜艇（U-201至U-212号）建造合同发包予基尔的日耳曼尼亚船厂。其中U-204号于1940年4月22日开始铺设龙骨，建造序列为633。经过九个月的建造，它于1941年1月23日下水，至3月8日在前U-8号艇长、海军中尉瓦尔特·克尔的指挥下交付使用。完成海试后，该艇加入驻基尔的第1潜艇区舰队，先是在波罗的海进行战备训练，进而于1941年5月作为前线艇移驻德占法国的布雷斯特，直到同年10月19日沉没。与当时大多数德国U艇一样，U-204号在瞭望塔上漆有其主保城市克雷费尔德的纹章作为艇徽，并一度印上法文标语“... ob les aura”（意为“我们终将获胜”）。
第二次世界大战期间，U-204号曾执行过三次巡逻和三次狼群作战，共击沉5艘同盟国或中立国舰船，累积总吨位为18,217吨。

### 第一次巡逻
完成战备训练后，克尔率领U-204号于1941年5月24日从基尔出发执行首次巡逻。在穿过波罗的海后，该艇前往亚速尔群岛以东和北海海峡以西的北大西洋游弋。一周后，即5月31日05:15，无护航且无武器的冰岛渔船霍尔姆施泰因号（Holmsteinn）在迪拉峡湾西南偏西约65海里（120）处被U-204号以火炮击沉。潜艇大约于四小时前遇到这艘渔船，本试图规避，但克尔认为自己已被发现，于是决定击沉对方，以防止U-204号在该海域的活动被敌方察觉。
从6月5日至16日和16日至20日，该艇曾相继加入“西方”和“选帝侯”狼群作战，并再击沉1艘商船。受害者是比利时货轮梅西耶号（Mercier），当它于6月7日脱离OB-330号护航队后，至6月10日02:48以12節（22每小時）航速进行非规避航行到纽芬兰的圣约翰斯以东约450海里（830）处时，被克尔发射的两枚鱼雷之一击中。值班官员在袭击发生前不久便已发现潜艇在离左舷约500碼（460）出浮出水面，并立即转向右满舵，但为时已晚，除击中左舷2号货舱的鱼雷外，第二枚则未能引爆。爆炸撕裂了从舷侧栏杆到舱口的甲板，舱口盖和大量水被抛向空中。货轮向右舷倾斜，在全速倒车减速后关闭发动机时，倾斜程度逐渐加剧，并在过程中发生了180度的转向。02:57，U-204号再发射第三枚鱼雷作为“致命一击”，命中对方右舷3号货舱中央。剧烈的爆炸使梅西耶号剧烈震动，无线电失灵，并因船身后部断裂以及船艏和船艉开始升起而加速向右倾斜。大约20分钟后，货轮船艉垂直升起，继而迅速下沉。克尔等待其完全沉没后离开，并未询问幸存者。经过为期三十五天、水面约6,400海里（11,900）和水下90海里（170）的航行，U-204号于6月27日抵达德占法国的布雷斯特。

### 第二次巡逻
U-204号的第二次巡逻于1941年7月22日离开布雷斯特，前往北海海峡以西的北大西洋游弋，至8月22日返回。在这次为期三十二天、水面约5,000海里（9,300）和水下281海里（520）的航行中，该艇共击沉1艘军舰：8月18日，隶属盟军第5护航集群的挪威驱逐舰巴斯号撤出OG-71号护航队，在爱尔兰西南约400海里（740）处跟随护航编队前进时，于8月19日02:05被克尔发射的一枚鱼雷击中船舯部。U-204号随后从艇尾鱼雷管射出“致命一击”，但鱼雷从驱逐舰下方穿过，巴斯号不久向左舷倾覆，并在6分钟内沉没。

### 第三次巡逻
1941年9月20日，U-204号在克尔的指挥下从布雷斯特出发执行第三次巡逻，前往直布罗陀以西的北大西洋游弋，从此再未归航。从10月5日至19日，它曾加入“布雷斯劳”狼群，但一无所获，惟10月16日驶入西班牙的加的斯港，从驻泊在当地的德国油轮塔利亚号（Thalia）接收补给。10月14日00:45，无护航的西班牙帆船安格鲁·瓜达科阿号（Aingeru Guardakoa）在加的斯湾南部的罗什角附近被U-204号以鱼雷击沉。由于该艇后来在巡逻中沉没，此次袭击的具体细节不得而知，但德国人似乎误认为对方是一艘英国猎潜舰。五天后，克尔又于10月19日03:00发射鱼雷击中英国油轮因弗利号（Inverlee）右舷舰桥后方的16号油舱。当时，该船正以6節（11每小時）的速度作锯齿形航向行驶，距离斯帕特尔角东南约30海里（56）。爆炸导致燃油喷洒在船上各处，舰桥起火、舵机受损，导致船体失去控制并立即向左舷倾侧。船员们遂关闭发动机，开始分乘4艘救生艇弃船。03:13，第二枚鱼雷击中油轮右舷，距离第一枚鱼雷稍前方，可能击中了15号油舱并点燃燃油，引发剧烈爆炸，闪光刺眼。爆炸的威力之大，扑灭了火焰，船体后部也被炸毁。船舯部则下沉，主桅和前桅的顶端几乎会合在一起，舰桥被淹没，船艉露出水面约30英尺（9.1）。随后，由于燃油不断从油轮中泄漏，火势再次爆发，直到天亮时才平息。因弗利号的残骸最终于 10月19日中午左右沉没。
在U-204号击沉因弗利号后，英国第37护航集群的轻型护卫舰立即从直布罗陀出发，前往斯帕特尔角附近执行反潜扫荡任务。当晚21:46，锦葵号在其右舷后部通过潜艇探索器获得回波，8分钟后于35°46′N 06°02′W / 35.767°N 6.033°W处投下七枚深水炸弹。重新取得接触后，该舰转向进行第二次攻击，但回波变得模糊。在穿过一片大约200乘50碼（183乘46）的油污区后，锦葵号再度取得接触，但回波在其发动另一次攻击前又消失。22:21，轻型护卫舰康乃馨号在穿过油污后获得回波，判断为是一艘静止在海底的U艇，并投下五枚深水炸弹，但怀疑不太可能是U-204号，因为它应位于东边2海里（3.7）处。随后，锦葵号在油污附近停留，直到10月20日09:00与单桅战船罗彻斯特号会合。后者向油污处再投下五枚深水炸弹，观察到油量有所增加，最终发现是柴油。另一组五枚深水炸弹投下后产生了更多的油迹，但没有其他证据。一天后，英国人在油污位置以东约8海里（15）处发现一枚G7a型鱼雷的部分残骸。U-204号在锦葵号的初始攻击中肯定已严重受损甚至沉没，而罗彻斯特号投下的深水炸弹要么是完成彻底摧毁，要么就是炸飞了已沉没在海底的残骸。包括艇长克尔在内的潜艇46名官兵全数阵亡。

## 袭击历史摘要
| 日期           | 船名              | 船籍         | 吨位  | 结局 |
| -------------- | ----------------- | ------------ | ----- | ---- |
| 1941年5月31日  | 霍尔姆施泰因号    | 冰島         | 16    | 击沉 |
| 1941年6月10日  | 梅西耶号          | 比利时       | 7,886 | 击沉 |
| 1941年8月19日  | 巴斯号            | 挪威皇家海军 | 1,060 | 击沉 |
| 1941年10月14日 | 安格鲁·瓜达科阿号 | 西班牙       | 97    | 击沉 |
| 1941年10月19日 | 因弗利号          | 英国         | 9,158 | 击沉 |

## 脚注
1. ↑  威廉生，第11頁.
2. ↑  加洛普，第74頁.
3. 1 2  Gröner 1991，第43–46頁.
4. ↑  加洛普，第72頁.
5. 1 2  . U-Boot-Archiv.   [2025-06-10].
6. 1 2  Helgason, Guðmundur. . German U-boats of WWII - uboat.net.   [2025-06-10].
7. ↑  Högel，第133頁.
8. 1 2  Helgason, Guðmundur. . German U-boats of WWII - uboat.net.   [2025-06-10].
9. ↑  Helgason, Guðmundur. . German U-boats of WWII - uboat.net.   [2025-06-10].
10. ↑  Helgason, Guðmundur. . German U-boats of WWII - uboat.net.   [2025-06-10].
11. ↑  Helgason, Guðmundur. . German U-boats of WWII - uboat.net.   [2025-06-10].
12. ↑  Helgason, Guðmundur. . German U-boats of WWII - uboat.net.   [2025-06-10].
13. ↑  Helgason, Guðmundur. . German U-boats of WWII - uboat.net.   [2025-06-10].
14. ↑  Helgason, Guðmundur. . German U-boats of WWII - uboat.net.   [2025-06-10].
15. ↑  Helgason, Guðmundur. . German U-boats of WWII - uboat.net.   [2025-06-10].
16. ↑  Helgason, Guðmundur. . German U-boats of WWII - uboat.net.   [2025-06-10].